# Episyrphus contractus
Episyrphus contractus är en tvåvingeart som först beskrevs av Keiser 1952.  Episyrphus contractus ingår i släktet flyttblomflugor, och familjen blomflugor. Inga underarter finns listade i Catalogue of Life.